# Alcyonium foliatum
Alcyonium foliatum is een zachte koraalsoort uit de familie Alcyoniidae. De koraalsoort komt uit het geslacht Alcyonium. Alcyonium foliatum werd in 1921 voor het eerst wetenschappelijk beschreven door J. S. Thomson. 